# Adauto Lúcio Cardoso
Adaucto Lúcio Cardoso (Curvelo, 24 de dezembro de 1904 — Rio de Janeiro, 20 de julho de 1974) foi um jurista brasileiro. Foi presidente da Câmara dos Deputados e ministro do Supremo Tribunal Federal.

## Biografia
Filho de Joaquim Lúcio Cardoso e de Maria Venceslina Cardoso. Casado com Helena Paladino Cardoso e teve três filhos desta união.
Bacharelou-se em 1927 pela Faculdade Nacional de Direito, atual Faculdade de Direito da Universidade Federal do Rio de Janeiro. Ferrenho opositor da Ditadura Vargas, foi um dos signatários do Manifesto dos Mineiros, do qual participou ativamente na elaboração. No ano de 1944, foi um dos fundadores do Movimento de Resistência Democrática, cujo objetivo era a extinção total da ditadura no Brasil.
Na política, foi eleito vereador no antigo Distrito Federal, atual Rio de Janeiro em 1947, pela União Democrática Nacional - UDN, tendo renunciado este cargo por não aceitar a decisão do Senado Federal em restringir os poderes da Câmara Municipal, em analisar os vetos do prefeito do Distrito Federal. Em 1954 foi eleito deputado federal do antigo Distrito Federal, pelo mesmo partido, sendo reeleito em 1958 e em 1962. Com a transferência da capital para Brasília, passou a representar o antigo Estado da Guanabara, sendo líder da bancada da oposição. Participou ativamente do movimento que precedeu o Golpe Militar de 1964, que culminou a deposição do presidente eleito João Goulart em 31 de março de 1964. Em 1965, foi escolhido para presidir o Bloco Parlamentar Revolucionário, que tinha por objetivo agrupar parlamentares que apoiavam o novo regime instaurado no país. Em março de 1966, foi eleito presidente da Câmara dos Deputados. Nessa mesma época, foi institucionalizado o bipartidarismo no Brasil, optando pelo Aliança Renovadora Nacional (ARENA), que apoiava o governo. Renunciou à presidência da Câmara em novembro daquele mesmo ano, por não concordar com a cassação dos mandatos de seis parlamentares oposicionistas.
Na vida pública, por indicação do presidente Castelo Branco, foi nomeado por decreto de 14 de fevereiro de 1967, para o cargo de ministro do Supremo Tribunal Federal, na vaga aberta do ministro Ribeiro da Costa, tomando posse em 2 de março de 1967. Foi aposentado por decreto de 18 de março de 1971.
Em 1971, o STF julgou constitucional a lei da censura prévia (Decreto-lei nº 1.077), editada pelo Governo Médici. Vencido o Ministro Adauto Lúcio Cardoso manifestou sua indignada repulsa diante daquela decisão, despiu sua capa. atirou-a em sua curul e abandonou acintosamente o recinto. Todos os jornais, no dia seguinte, deram grande cobertura ao ocorrido, inédito na vida do STF. Evandro comenta que o gesto de Adauto foi teatral, mas diz que tal reação depende do temperamento de cada um. "A verdade, parece-me, é que a atitude do Ministro Adauto Lúcio Cardoso foi única, continua única, e provavelmente nunca se repetirá." Foi, assim, muito valioso o depoimento do Ministro Evandro Lins e Silva ao CPDOC, publicado com o título de O Salão dos passos perdidos.